# Stony Brook (New York)
Pour les articles homonymes, voir Stony Brook.
|frameless|upright=1.2]]
| Nom officiel | (en) Stony Brook |

| Pays           | États-Unis                   |
| État           | New York                     |
| Comté          | comté de Suffolk             |
| Ville          | Brookhaven                   |
| Superficie     | 15,42 km2 (2010)             |
| Surface en eau | 2,33 %                       |
| Altitude       | 27 m                         |
| Coordonnées    | 40° 54′ 23″ N, 73° 07′ 42″ O |

| Population | 13 467 hab. (2020)    |
| Densité    | 873,3 hab./km2 (2020) |

| Code FIPS | 36-71608        |
| GNIS      | 966524, 2390358 |

Stony Brook est un hameau et un census-designated place (CDP) de la ville de Brookhaven dans le comté de Suffolk (New York), sur la rive nord de Long Island.

## Personnalités liées à Stony Brook
- Sarah Drew, actrice
- Karsh Kale, producteur, compositeur et musicien, y a grandi
- Steven Matz, joueur de baseball
- Cliff Robertson, acteur, y est mort en 2011
- Marcus Stroman, joueur de baseball
- Bobby Pendragon, personnage de fiction du roman du même nom, par l'écrivain D. J. MacHale